# Доньи-Кукурузари

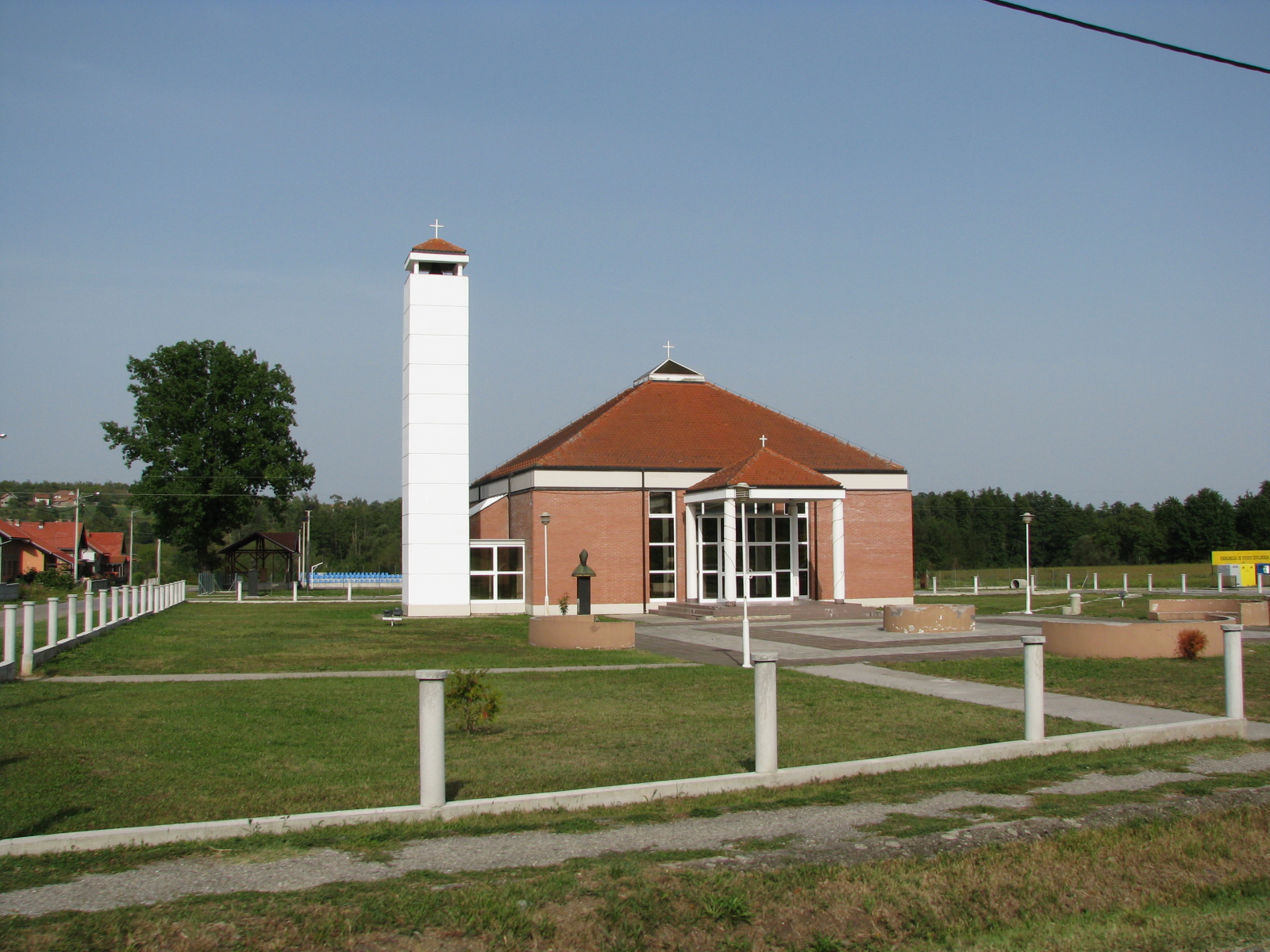
Церковь в Доньи-Кукурузари

Доньи-Кукурузари (хорв. Donji Kukuruzari) — община с центром в одноимённом посёлке в центральной части Хорватии, в Сисацко-Мославинской жупании. Население общины 1634 человек (2011), население посёлка — 297 человек. В состав общины кроме административного центра входят ещё 14 деревень.
По переписи 1991 82,7 % населения посёлка составляли сербы. Во время войны в Хорватии Доньи-Кукурузари входили в состав самопровозглашённой Республики Сербская Краина. После войны большинство сербов бежало из посёлка, позднее некоторое количество вернулось. По итогам переписи 2001 года хорваты составляли 77 % населения, сербы — 21 %, по итогам переписи 2011 года хорваты насчитывали 64 %, сербы — 34,8 %.
Община расположена в долине реки Суня (правый приток Савы) в 5 км к северо-западу от города Хрватска-Костайница. Через Доньи-Кукурузари проходит шоссе D30 Загреб — Петринья — Хрватска-Костайница.
В деревне Уметич, ныне входящий в состав общины Доньи-Кукурузари родился фельдмаршал Светозар Бороевич.